# 佐藤千矢子
佐藤 千矢子（1965年—）是一名日本記者及女權主義者，目前正在擔任毎日新聞論説委員。

## 來歷
出身愛知縣，從名古屋大學文學部畢業後於1987年加入毎日新聞社。曾先後任職長野支局、政治部（1990年）、大阪社会部、外信部，從2001年10月起約3年半時間擔任華盛頓特派員，期間曾採訪阿富汗戰爭、伊拉克戰爭、2004年美國總統選舉。
回到日本後，擔任首相官邸專任記者（第一次安倍政権時）、政治部副部長、編集委員，於2013年起擔任論説委員，期間曾大篇論說日本平和安全法制。在2017年4月成爲歷史上首位在全國性報章擔任政治部長的女性，其後再擔任大阪本社編集局次長、論説副委員長、東京本社編集編成局総務，並且從2022年4月開始再次擔任論説委員。 

## 著作
- 『オッサンの壁』（講談社現代新書、2022年4月）

## 外部鏈結
佐藤千矢子氏 週刊エコノミスト Online